# Dublet (lingvistică)
În lingvistică, termenul dublet denumește fiecare dintre formele unui același cuvânt care există concomitent într-o limbă dată, formând de cele mai multe ori o pereche.
Unii autori înțeleg prin „dublet” nu unul din membrii perechii, ci perechea însăși.
Mai rar există trei forme ale aceluiași cuvânt sau chiar mai multe.
În lingvisticile unor limbi, ca cele ale limbilor romanice sau a englezei, dubletele sunt tratate mai degrabă în viziune diacronică. În altele, precum a limbii croate sau a limbii maghiare, viziunea este mai degrabă sincronică.
Unii autori extind noțiunea de dublet și la afixe (vezi secțiunile următoare).

## Dubletele în viziune diacronică
În această viziune, dubletele se tratează punându-se accentul pe perioada din istoria limbii în care au apărut, pe originea lor și pe calea prin care au ajuns în limbă, pe lângă diferențele dintre ele.
Dubletele pot fi grupate în mai multe categorii.

### Dublete provenind din aceeași limbă de bază
În limbile romanice sunt forme diferite ale aceluiași cuvânt, care au apărut în acestea pe două căi diferite: mai întâi prin evoluție din limba latină (moștenite), apoi ca împrumuturi din aceasta. Prima formă s-a schimbat relativ mult în decursul istoriei limbii, a doua fiind mai apropiată de etimon (cuvântul de bază) ca formă și sens. Astfel sunt (primul dublet este moștenit, al doilea – împrumutat):
ro  densus > des – dens;
salutare > săruta – saluta;
fr  navigare > nager „a înota” – naviguer „a naviga”;
prefixul dis- > dé- (în décharger „a descărca”) – dis- (în disparaître „a dispărea”);
it  occasionem > cagione „pricină” – occasione „ocazie”.
Sunt și dublete ambele moștenite din limba de bază. În franceză, unele au evoluat în paralel încă din franceza veche și au ajuns la starea actuală a limbii fiind folosite fără diferențe de sens lexical sau de altă natură, ex. la  *batare > béer – bayer „a căsca (gura)”.
Alte dublete nu diferă ca sens lexical, dar se deosebesc prin utilizarea lor gramaticală. În franceză, în cazul unor perechi, unul din dublete se folosește cu forma la care a ajuns cuvântul într-o perioadă anterioară celei la care a ajuns mai târziu. Astfel sunt adjectivele cu două forme de masculin singular, care se distribuie în funcție de natura sunetului cu care începe substantivul al căror atribut sunt, vocală sau consoană, ex. le nouvel an (forma mai veche) „anul nou” – un nouveau début „un nou început”. 
Au de asemenea același sens lexical, dar folosire gramaticală diferită, formele accentuată și neaccentuată ale acelorași pronume personale, ex. fr  moi „eu, pe mine” – me „mă, îmi”. Prima formă se folosește mai mult detașată de verbe, a doua numai în calitate de clitic înaintea verbelor, analog cu corespondentele lor din limba română. De multe ori, ambele apar în aceeași propoziție: Moi, il me connaît „Pe mine mă cunoaște”.
Tot în franceză există perechi de dublete evoluate din forme gramaticale diferite ale aceluiași etimon: la  hominem (cazul acuzativ) > homme „om” – homo (nominativ) > on, pronume personal nehotărât, ex. în on dit que „se zice că”.

### Dublete provenind unul din limba de bază, celălalt dintr-o limbă străină
Este cazul, în engleză, al dubletelor wine „vin” – vine „viță de vie”. Ambele au la bază cuvântul latinesc vinum, dar primul a intrat mai întâi în limba protogermanică, fiind moștenit de limba engleză veche, iar al doilea provine direct din cuvântul vigne „viță de vie”, din franceza veche.
Cazuri mai aparte sunt cele ale cuvintelor franceze împrumutate de engleză, și care au ajuns din nou în franceză, creându-se astfel perechi de dublete în această limbă. De pildă, în timp ce cuvântul tonel „butoi” din franceza veche a evoluat la forma tonneau cu același sens în franceza modernă, în engleză, tonel a evoluat la tunnel, luând sensul „tunel”, cu care a fost împrumutat de franceză.

### Dublete provenind din aceeași limbă străină
Unele dublete sunt împrumuturi din aceeași limbă străină, dar au ajuns în limbă în epoci diferite. Astfel sunt în engleză poison „otravă” – potion „poțiune” (medicament lichid). Ambele au la bază cuvântul latinesc potionem. Primul dublet a evoluat din latină în franceză, iar al doilea a fost împrumutat de franceză tot din latină. Engleza a împrumutat primul din franceza veche, iar pe al doilea din franceza clasică.

### Dublete provenind din limbi străine diferite
Exemple de asemenea dublete sunt cele de mai jos.
ro  Dubletele golub – hulub „porumbel” au intrat în graiuri ale limbii române din teritorii apropiate de cele ale limbilor sursă: primul dintr-o limbă slavă de sud, al doilea din limba ucraineană.
fr  Cuvântul persan diwan a intrat în limba turcă sub forma divān, și în limba arabă sub forma diouân. Primul a fost împrumutat în franceză din turcă (divan „divan”), iar al doilea a intrat în franceză prin italiana veche, unde luase sensul „vamă”: doana > douane, tot cu sensul „vamă”.
hu  În limba maghiară, cuvântul cu sensul „imagine” (figurat) a intrat pe două căi, formând perechea imázs (din franceză) – imidzs (din engleză). De asemenea, cuvântul cu sensul „standard”: sztenderd (din engleză) – standard (din germană).

## Dubletele în viziune sincronică
În această viziune, dubletele se studiază în starea actuală a limbii, din punctul de vedere al naturii diferențelor dintre ele.
Unele dublete nu diferă nici prin sensul lor lexical, nici prin cel gramatical, nici prin varietățile de limbă în care se folosesc, ci numai prin aspectul sonor. Acesta poate diferi prin:
- unul sau mai multe sunete diferite:
  - ro  adineaori – adineauri[14];
  - hr  istežljiv – istezljiv „extensibil”[15];
  - hu  fel – föl „în sus”[16];
- prezența unuia sau a mai multor sunete numai în unul din dublete:
  - fr  morphophonologie – morphonologie „morfofonologie”[17];
  - it  oscuro – scuro „întunecat”[8];
  - en  haplology – haplogy „haplologie”[18];
  - hr  -oga – -og, desinența de genitiv masculin și neutru singular, ex. în dobroga – dobrog „(al/a/ai/ale) celui bun”[19].
- locul accentului:
  - ro  antic – antic[20];
  - hr  brodovlasnik – brodovlasnik „armator”[21];
  - ru  одновременно (odnovremenno) – одновременно (odnovremenno) „în același timp”[22].

Alte dublete de asemenea nu diferă prin sens, dar, în afară de aspectul sonor, diferă prin varietățile de limbă în care se folosesc:
ro  astâmpăra (în varietatea standard) – stâmpăra (în varietăți regionale);
fr  autobus (în registrul de limbă elevat) – bus (în registrul curent);
en  opossum (în engleza britanică și americană standard) – possum (în registrul familiar american, australian și neozeelandez) „oposum”;
hu  fecske (standard) – föcske (regional) „rândunică”;
sr  koleno – koljeno „genunchi” (în regiuni diferite, dar ambele acceptate de standard).